# Мати потвор
«Ма́ти потво́р» (фр. La Mère aux monstres) — новела французького письменника Гі де Мопассана, видана в 1883 році. Сюжет твору розповідає про жінку, яка заробляє на життя зумисне народжуючи потворних дітей на продаж.

## Історія
Новелу «Мати потвор» Гі де Мопассан вперше надрукував 12 червня 1883 року в газеті «Gil Blas» під псевдонімом Монфріньоз. Пізніше письменник включив її до складу збірки «Туан». Перший український переклад цього твору належить перу Івана Світличного, він побачив світ у восьмитомному зібранні творів Гі де Мопассана, виданому видавництвом «Дніпро».

## Сюжет
Друг оповідача запросив того в гості до провінційного містечка. Познайомивши його з усіма історичними пам'ятками, він наостанок згадав про ще одну місцеву дивовижу — мати потвор. Друзі завітали в гості до жінки, яка стала відомою на всю околицю одинадцятьма дітьми-каліками. Жінка завагітніла вперше через позашлюбний зв'язок і, щоби приховати небажану вагітність, туго затягувала корсет. Це спотворило тіло її первістка, але вона отримала з того зиск, продавши його цирковій трупі. Відтоді вона стала практикувати такі вагітності і живе заможно на «ренту», яку їй сплачують циркачі. Оповідач згадує, що бачив і цілком пристойну мати-аристократку з трійкою дітей, яких вона скалічила тугим затягуванням корсета заради краси.

## Аналіз твору
«Мати потвор» носить гостросоціальний характер і знайомить читача з актуальною на час написання твору проблемою — застосуванням у жіночому вбранні корсету. Ця деталь жіночого одягу була відома протягом багатьох віків, але саме у 1880-х роках модним стало надтуге затягування шнурівки. На противагу йому посилилась критика корсету з боку медиків, корсет навіть став предметом нападів суфражисток. За визнанням лікарів, часте носіння корсета та, особливо, сильне його затягування негативно впливають на розвиток кісток у дівчат, викликають деформацію та зміщення внутрішніх органів у дорослих жінок. Оскільки при ношенні корсета найбільшого тиску зазнають органи малого таза, то деформація плоду під час вагітності цілком можлива. Гі де Мопассан не просто засуджує використання корсета, а й показує, що егоїстичні мотиви в однаковій мірі властиві людям різних верств: бідна селянка спотворила своє дитя через спробу приховати ганьбу, а потім — через зубожіння, яке вона долала продажем скалічених дітей, багата аристократка принесла дітей у жертву красі та моді.
Продаж потворних дітей в цирки також не є авторською вигадкою. Від часів середньовіччя і до кінця XIX століття таке поводження з каліками було звичайним. Існували навіть особливі «цирки потвор», в яких демонстрували переважно людей із незвичними властивостями: потвор, карликів, велетнів, бородатих жінок тощо. Деякі з них навіть добровільно йшли працювати в цирк, оскільки державна допомога інвалідам була відсутня або недостатня. Торгівлею каліками і потворами займалися спеціальні злочинні групи — компрачикос. Спотворення дітей заради заробітку стало темою ще одного видатного літературного твору — роману «Людина, що сміється» французького романіста Віктора Гюго.